# Jofre Cullell
Jofre Cullell Estape (* 10. März 1999 in Santa Coloma de Farners) ist ein spanischer Radrennfahrer, der im Cross-Country-Mountainbike und im Cyclocross aktiv ist.

## Sportlicher Werdegang
Cullell fing im Alter von fünf Jahren mit dem Radsport an. Er spezialisierte sich auf die Offroad-Disziplinen Cyclocross und Cross-Country XCO. Als Junior gewann er 2016 und 2017  die spanischen Meisterschaften im XCO und gewann zwei Rennen in der UCI Junior Series XCO. Sein Höhepunkt in dieser Zeit war der Sieg bei den Mountainbike-Europameisterschaften.
Auch in seiner U23-Zeit war er von 2018 bis 2021 in jedem Jahr spanischer Meister, dazu stand er mehrfach auf dem Podium im U23-Weltcup. In seinem letzten U23-Jahr belegte er bei den Weltmeisterschaften 2021 den 5. Platz. Vom spanischen Verband wurde er für die Olympischen Spiele nominiert, wo er im Mountainbikerennen von Tokio den 15. Platz erzielte. Zugleich verfolgte er ein Mechanik-Studium. 2024, bei seiner zweiten Olympia-Teilnahme, kam er auf den 24. Rang.
Im Weltcup fuhr Cullell bereits ab 2021 in der Elite. Seine besten Platzierungen im XCO waren ein 10. Platz im Rennen von Lenzerheide 2022 und ein 8. Platz in Les Gets 2024. Im Short Track (XCC) konnte er zumeist etwas bessere Ergebnisse erzielen; bei den Mountainbike-Weltmeisterschaften 2023 kam er hier auf den 7. Rang. In spanischen Elite-Meisterschaften belegte er mehrere Podiumsplätze.
Im Winter fährt Cullell regelmäßig Cyclocross-Rennen. Sein größter Erfolg in dieser Disziplin war der Gewinn der U23-Landesmeisterschaft 2018. Seinen einzigen Elite-Sieg im internationalen Kalender erzielte er im Herbst 2018 beim Gran Premi Les Franqueses; ansonsten gewann er etliche Rennen im nationalen spanischen Kalender. Er vertrat Spanien während seiner Junioren- und U23-Jahre jedes Mal bei den Cyclocross-Weltmeisterschaften, wo sein bestes Ergebnis ein 14. Rang im U23-Rennen der Weltmeisterschaften 2018 war.

## Erfolge
2016
 Spanischer Meister (Junioren) – XCO
2017
 Europameister (Junioren) – XCO
 Spanischer Meister (Junioren) – XCO
2018
 Spanischer Meister (U23) – Cyclocross
 Spanischer Meister (U23) – XCO
2019
 Spanischer Meister (U23) – XCO
2020
 Spanischer Meister (U23) – XCO
2021
 Spanischer Meister (U23) – XCO